# إيرل سميث (لاعب كرة قاعدة أمريكي)
إيرل سميث (بالإنجليزية: Earl Smith) هو لاعب كرة قاعدة أمريكي، ولد في 14 فبراير 1897 في شيريدان في الولايات المتحدة، وتوفي في 8 يونيو 1963 في ليتل روك في الولايات المتحدة.

## وصلات خارجية
- إيرل سميث على موقعبيزبول رفرنس.كوم (الدوري الرئيسي) (الإنجليزية)
- إيرل سميث على موقعبيزبول رفرنس.كوم (الدوري الثانوي) (الإنجليزية)